# Hubertus von Gemmingen
Hubertus von Gemmingen (* 26. Juni 1945 in Wentorf bei Hamburg) ist ein deutscher Lektor, Übersetzer und Autor von Schriften zur Kunst- und Kulturgeschichte.

## Leben
Er ist ein Sohn von Sigmund Reinhard von Gemmingen (1907–1952) und der Ingeborg Wendroth-Sielcken (1906–1976). Er entstammt der Treschklingener Linie der Freiherren von Gemmingen, sein Großvater war der württembergische Offizier und Kammerherr Gustav Sigmund Reinhard von Gemmingen (1871–1943). Er ist ein Cousin des früheren deutschen Redaktionsleiters von Radio Vatikan, Eberhard von Gemmingen.
Er studierte Germanistik, Philosophie, Kunstgeschichte und Journalistik in Zürich und Freiburg. Seine Dissertation von 1976 hatte Paul Scheerbarts astrale Literatur zum Gegenstand. Nach dem Studium war er Lektor eines Kunstbuchverlags, seit 1988 ist er freiberuflicher Übersetzer, der insbesondere Werke zur Kunst- und Kulturgeschichte sowie Architektur aus dem Französischen übersetzt. Außer mit Übersetzungen trat er auch mit eigenen Beiträgen zur Kunst- und Kulturgeschichte hervor. Er lebt in Villars-sur-Glâne in der Schweiz. Er ist Schriftleiter des Deutschen Geschichtsforschenden Vereins des Kantons Freiburg, Mitherausgeber der Publikationen der Schweizerischen Gesellschaft für Geschichte und Mitglied der Kulturkommission der Agglomeration und der Kommission für kulturelle Angelegenheiten des Kantons Freiburg.

## Übersetzungen (Auswahl)
- Jean Boisselier: Malerei in Thailand (1976)
- Barbara Beaucamp-Markowsky: Porzellandosen des 18. Jahrhunderts (1985)
- Gilles Néret: Avantgarde: Malerei und Plastik, 1945–1975 (1988)
- Xavier Girard: Henri Matisse 1869–1954. Skulpturen und Druckgraphik (1990)
- Jean Heer: Nestlé – 125 Jahre von 1866 bis 1991 (1991)
- Michel de Rivaz: Ferdinand Hodler, Eugène Burnand und die schweizerischen Banknoten (1991)
- Jean Meyer: Segelschiffe im Pulverdampf – das Ringen um die Seeherrschaft in Europa (1996)
- Charles A. Riley: Barrierefreies Wohnen – Designideen für mehr Wohnqualität (1999)
- Paul Duval: Rudolf Stüssi – Maler (1999)
- Giulio Sietromarchi: Der Tarot-Garten von Niki de Saint Phalle (2000)
- Martin Nicoulin: Abenteuer der Schweizer in Nova Friburgo (2000)
- Bernhard Fibicher: Reflexionen von und über Rémy Zaugg (2001)
- Jean-Blaisse Monney: 100 Jahre Konservatorium Freiburg 1904–2004 (2004)
- Sophie Zénon: Mongolei – zwischen Tradition und Moderne (2005)
- Claude Quétel und Jean Bernard: Der Mont-Saint-Michel (2005)
- Jean Steinauer: Sankt Nikolaus – die Abenteuer des Freiburger Schutzpatrons (2005)
- Freiburg, eine Stadt im 19. und 20. Jahrhundert (2007)
- Gerald Matt u. a.: Chen Zhen. Der Körper als Landschaft (2007)
- Henri Stierlin und Anne Stierlin: Weltarchitektur – Islam: Von Bagdad bis Córdoba. Frühe Bauwerke vom 7. bis 13. Jahrhundert (2009)
- Henri Stierlin und Anne Stierlin: Weltarchitektur – Griechenland (2009)
- Lucy Délèze-Black: Färöer-Inseln (2010)
- Georges Andrey: Der Freiburger Staatsrat 1848–2011 (2012)
- Jean Steinauer: Die Republik der Chorherren. Eine Geschichte der Macht in Freiburg (2012)

## Beiträge (Auswahl)
- Paul Scheerbarts astrale Literatur (1976)
- «Ein Brücklin by unser Frowenkilchen». Der Liebfrauenplatz. Theaterspielorte und Theaterbauten in der Stadt Freiburg. Teil 1, in: Freiburger Geschichtsblätter 71 (1994)
- mit Christian Rümelin: Die Pfarrkirche in Madiswil (1996)
- Die Jesuiten und ihre Schulbühnen. Theaterspielorte und Theaterbauten in der Stadt Freiburg. Teil 2,  in: Freiburger Geschichtsblätter 74 (1997)
- Wer war Franz Kuenlin? Auf den Spuren eines Freiburger Historikers, Schriftstellers und Pamphletisten, in: Freiburger Geschichtsblätter 75 (1998)
- Blick in Nachbars Garten, in: Freiburger Geschichtsblätter 87 (2010)
- Zur ewigen Ruhe gebettet. Friedhöfe und Totenbestattung im alten und modernen Freiburg, in: Freiburger Geschichtsblätter 89 (2012)
- Das Geheimnis des Sauerkrauts mit Beilage. Paul Cantonneau und Freiburg, Präsentation im StAF, Freiburg (2013)